# Scottish FA Cup 1987/88
Der Scottish FA Cup wurde 1987/88 zum 103. Mal ausgespielt. Der wichtigste schottische Fußball-Pokalwettbewerb, der vom Schottischen Fußballverband geleitet wurde, begann am 5. Dezember 1987 und endete mit dem Finale am 14. Mai 1988 im Hampden Park von Glasgow. Als Titelverteidiger startete der FC St. Mirren in den Wettbewerb, der sich im Finale des letzten Jahres gegen Dundee United durchsetzte, und seinen dritten Titel nach 1926 und 1959 gewann. Im diesjährigen Endspiel standen Celtic Glasgow, und wie schon im Vorjahr Dundee United. Es war nach 1974 und 1985 das dritte Finale, in denen sich beiden Vereine gegenüberstanden. Die Bhoys konnten das diesjährige Endspiel durch zwei Treffer von Frank McAvennie mit 2:1 für sich Entscheiden und zum insgesamt 28. Mal Pokalsieger in Schottland werden. Da Celtic nebst Pokal auch die Meisterschaft gewann, startete der Verein im folgenden Jahr im Europapokal der Landesmeister, United als Verlierer des Finales im Europapokal der Pokalsieger.

## 1. Runde
Ausgetragen wurden die Begegnungen am 8. Dezember 1987. Die Wiederholungsspiele fanden am 21. Dezember 1987 statt.
|                         | Ergebnis |                       |
| ----------------------- | -------- | --------------------- |
| Albion Rovers           | 1:1      | FC St. Johnstone      |
| FC Montrose             | 0:2      | Ayr United            |
| FC Inverness Caledonian | 1:1      | FC East Stirlingshire |
| Stirling Albion         | 1:2      | FC Cowdenbeath        |
| Threave Rovers          | 0:6      | FC Stranraer          |
| FC Vale of Leithen      | 2:3      | Brechin City          |

### Wiederholungsspiele
|                       | Ergebnis |                         |
| --------------------- | -------- | ----------------------- |
| FC East Stirlingshire | 2:1      | FC Inverness Caledonian |
| FC St. Johnstone      | 2:0      | Albion Rovers           |

## 2. Runde
Ausgetragen wurden die Begegnungen am 9. Januar 1988. Die Wiederholungsspiele fanden am 12. und 18. Januar 1988 statt.
|                       | Ergebnis |                            |
| --------------------- | -------- | -------------------------- |
| Alloa Athletic        | 0:1      | FC Cowdenbeath             |
| Berwick Rangers       | 0:1      | Brechin City               |
| Buckie Thistle        | 2:3      | FC East Stirlingshire      |
| FC Fraserburgh        | 2:5      | FC St. Johnstone           |
| Gala Fairydean Rovers | 3:0      | FC Civil Service Strollers |
| FC Queen’s Park       | 2:3      | Ayr United                 |
| FC Stenhousemuir      | 1:1      | FC Arbroath                |
| FC Stranraer          | 6:2      | FC Keith                   |

### Wiederholungsspiele
|             | Ergebnis  |                  |
| ----------- | --------- | ---------------- |
| FC Arbroath | 1:1 n. V. | FC Stenhousemuir |

### 2. Wiederholungsspiele
|                  | Ergebnis |             |
| ---------------- | -------- | ----------- |
| FC Stenhousemuir | 0:1      | FC Arbroath |

## 3. Runde
Ausgetragen wurden die Begegnungen zwischen dem 30. Januar 1988 und 8. Februar 1988. Die Wiederholungsspiele fanden zwischen dem 2. und 10. Februar 1988 statt.
|                       | Ergebnis |                       |
| --------------------- | -------- | --------------------- |
| FC Arbroath           | 0:7      | Dundee United         |
| Celtic Glasgow        | 1:0      | FC Stranraer          |
| FC Clyde              | 0:0      | FC Cowdenbeath        |
| FC Dundee             | 0:0      | Brechin City          |
| FC Dumbarton          | 0:0      | Hibernian Edinburgh   |
| Dunfermline Athletic  | 1:1      | Ayr United            |
| FC East Fife          | 1:2      | Airdrieonians FC      |
| FC Falkirk            | 1:3      | Heart of Midlothian   |
| Forfar Athletic       | 1:1      | Partick Thistle       |
| Gala Fairydean Rovers | 3:5      | FC East Stirlingshire |
| Hamilton Academical   | 2:0      | Meadowbank Thistle    |
| FC Motherwell         | 0:0      | FC Kilmarnock         |
| Queen of the South    | 1:2      | Greenock Morton       |
| Raith Rovers          | 0:0      | Glasgow Rangers       |
| FC St. Johnstone      | 0:1      | FC Aberdeen           |
| FC St. Mirren         | 0:3      | FC Clydebank          |

### Wiederholungsspiele
|                     | Ergebnis |                      |
| ------------------- | -------- | -------------------- |
| Ayr United          | 0:2      | Dunfermline Athletic |
| Brechin City        | 0:3      | FC Dundee            |
| FC Cowdenbeath      | 0:1      | FC Clyde             |
| Hibernian Edinburgh | 3:0      | FC Dumbarton         |
| FC Kilmarnock       | 1:3      | FC Motherwell        |
| Partick Thistle     | 3:0      | Forfar Athletic      |
| Glasgow Rangers     | 4:1      | Raith Rovers         |

## Achtelfinale
Ausgetragen wurden die Begegnungen am 20. und 21. Februar 1988. Die Wiederholungsspiele fanden am 23. und 24. Februar 1988 statt.
|                       | Ergebnis |                     |
| --------------------- | -------- | ------------------- |
| Airdrieonians FC      | 0:2      | Dundee United       |
| Celtic Glasgow        | 0:0      | Hibernian Edinburgh |
| FC Clydebank          | 2:2      | Partick Thistle     |
| FC Dundee             | 2:0      | FC Motherwell       |
| Dunfermline Athletic  | 2:0      | Glasgow Rangers     |
| FC East Stirlingshire | 2:3      | FC Clyde            |
| Hamilton Academical   | 0:2      | FC Aberdeen         |
| Heart of Midlothian   | 2:0      | Greenock Morton     |

### Wiederholungsspiele
|                     | Ergebnis |                |
| ------------------- | -------- | -------------- |
| Hibernian Edinburgh | 0:1      | Celtic Glasgow |
| Partick Thistle     | 4:1      | FC Clydebank   |

## Viertelfinale
Ausgetragen wurden die Begegnungen am 12. März 1988. Die Wiederholungsspiele fanden am 15. und 28. März 1988 statt.
|                     | Ergebnis |                      |
| ------------------- | -------- | -------------------- |
| FC Aberdeen         | 5:0      | FC Clyde             |
| FC Dundee           | 0:0      | Dundee United        |
| Heart of Midlothian | 3:0      | Dunfermline Athletic |
| Partick Thistle     | 0:3      | Celtic Glasgow       |

### Wiederholungsspiele
|               | Ergebnis  |           |
| ------------- | --------- | --------- |
| Dundee United | 2:2 n. V. | FC Dundee |

### 2. Wiederholungsspiele
|           | Ergebnis |               |
| --------- | -------- | ------------- |
| FC Dundee | 0:3      | Dundee United |

## Halbfinale
Ausgetragen wurden die Begegnungen am 9. April 1988. Die Wiederholungsspiele fanden am 13. und 20. April 1988 statt.
|                | Ergebnis |                     |
| -------------- | -------- | ------------------- |
| FC Aberdeen    | 1 0:0 1  | Dundee United       |
| Celtic Glasgow | 2 2:1 2  | Heart of Midlothian |

### Wiederholungsspiele
|               | Ergebnis      |             |
| ------------- | ------------- | ----------- |
| Dundee United | 1 1:1 n. V. 1 | FC Aberdeen |

### 2. Wiederholungsspiel
|             | Ergebnis |               |
| ----------- | -------- | ------------- |
| FC Aberdeen | 1 0:1 1  | Dundee United |

## Finale
| Celtic Glasgow                         | Celtic Glasgow | Dundee United | Dundee United |
| -------------------------------------- | --- | --- | ------------- |
| Celtic Glasgow                         | \| Finale \| \| 14. Mai 1988 in Glasgow (Hampden Park) \| \| Ergebnis: 2:1 (0:0) \| \| Zuschauer: 68.090 \| \| Schiedsrichter: George Smith \| \| Spielbericht \|                                                       | \| Finale \| \| 14. Mai 1988 in Glasgow (Hampden Park) \| \| Ergebnis: 2:1 (0:0) \| \| Zuschauer: 68.090 \| \| Schiedsrichter: George Smith \| \| Spielbericht \|                                                 | Dundee United |
| Celtic Glasgow                         | Allen McKnight – Chris Morris, Mick McCarthy, Derek Whyte (69. Billy Stark), Anton Rogan – Joe Miller, Roy Aitken, Paul McStay, Tommy Burns – Frank McAvennie, Andy Walker (69. Mark McGhee) Cheftrainer: Billy McNeill | Billy Thomson – David Bowman, Paul Hegarty, David Narey, Maurice Malpas – Billy McKinlay, Jim McInally, Eamonn Bannon – Kevin Gallacher, Mixu Paatelainen (71. John Clark), Iain Ferguson Cheftrainer: Jim McLean | Dundee United |
| Celtic Glasgow                         | 1:1 Frank McAvennie (76.) 2:1 Frank McAvennie (89.) | 0:1 Kevin Gallacher (49.) | Dundee United |
| Celtic Glasgow                         | Roy Aitken (47.), Anton Rogan (61.) | | Dundee United |
| Finale                                 | | |               |
| 14. Mai 1988 in Glasgow (Hampden Park) | | |               |
| Ergebnis: 2:1 (0:0)                    | | |               |
| Zuschauer: 68.090                      | | |               |
| Schiedsrichter: George Smith           | | |               |
| Spielbericht                           | | |               |